# La Lanterna
La Lanterna is de benaming voor de vuurtoren van de Italiaanse stad Genua.

## Beschrijving
La Lanterna (De Lantaarn) dateert in de huidige vorm uit 1543 en is 77 meter hoog. De toren bestaat uit twee blokvormige delen van 36 en 34 meter met daarop een lichtkoepel van 7 meter. De vuurtoren staat zelf weer op een heuvel van 40 meter, waardoor de top van La Lanterna zich op 117 meter boven zeeniveau bevindt. Het licht van de vuurtoren is onder goede condities op een afstand van 33 zeemijl (ruim 60 km) te zien. La Lanterna is een toeristische attractie en is in Genua een markant oriëntatiepunt. Het is ter wereld de oudste nog werkende vuurtoren, een van de vijf hoogste en de grootste die is opgetrokken uit baksteen.